# Манрике де Лара Акунья-и-Мануэль, Хуан Эстебан
Хуан Эстебан Манрике де Лара Акунья-и-Мануэль (исп. Juan Esteban Manrique de Lara Acuña y Manuel; 10 апреля 1533, Валенсия-де-Дон-Хуан — 5 июня 1600, Мадрид) — испанский дворянин, дипломат и политик, 4-й герцог де Нахера, 5-й граф де Тревиньо, 6-й граф де Валенсия-де-Дон-Хуан и 13-й сеньор де Амуско, Наваррете, Окон, Сан-Педро, Бельмонте-де-Кампос, Севико-де-ла-Торре. Кроме того, он служил вице-королем и генерал-капитаном Валенсии (1578—1581), комендадором Эрреры в Ордене Калатравы (1598), государственным советником и хранителем замков Леона, Бальмаседа и Давалильо.

## Биография
Родился 10 апреля 1533 года в Валенсии-де-Дон-Хуан. Старший сын Хуана Эстебана Манрике де Лара-и-Кардона (1504—1558), 3-го герцога Нахера (1535—1558), и его жены Луизы де Акунья-и-Мануэль, 5-й графини Валенсия-де-Дон-Хуан. Он присутствовал при присяге, которую инфант Карлос, старший сын Филиппа II, принял в Толедо 22 февраля 1560 года, и при четвертом браке короля с эрцгерцогиней Анной Австрийской. В 1571 году он также участвовал в крещении принца Фердинанда и был одним из шести грандов Испании, которым Фелипе II назначил обслуживать необходимые вещи на этой церемонии, неся солонку.
Он принимал участие в подготовке встречи с Екатериной Медичи, вдовой короля Франции Генриха II, и в 1565 году сопровождал королеву Изабеллу Фарнезе и короля Франции Карла IX до Байонны. Он также отправился в Нидерланды, чтобы помочь герцогу Альба в вопросах, касающихся войны во Нидерландах, после чего он отправился в Италию и присутствовал на предупреждениях, которые были сделаны для войны против Османской империи.
19 июня 1572 года королевской грамотой, в которой он был назван «двоюродным братом герцога», король Филипп II приказал ему отправиться в Рим для оказания послушания новому папе Григорию XIII. Выполнив эту миссию, он отправился в Неаполь и встретил Хуана де Австрийского, которого поздравил с победой в битве при Лепанто и посоветовал ему воспользоваться этим выгодным положением, чтобы предпринять завоевание Туниса.
2 июля 1578 года он был назначен наместником Валенсии. Во время своего пребывания в должности герцог Нахера развернул меры по снижению уровня преступности. Таким образом, он издал указ об общественном порядке в столице и ее окрестностях и увеличил число приговоренных к смертной казни. В начале 1581 года он был вовлечен в дипломатический инцидент с Францией: он помешал трем саэтиям высадиться из Марселя, места, опустошенного чумой, в результате чего один из них сел на мель и потерял все, что вёз. Герцог Нахера должен был предстать перед Верховным советом Арагона, чтобы дать свои объяснения.
В 1581 году король Филипп II решил освободить его от должности вице-короля. Герцог Нахера перешел ко двору и в 1598 году получил энкомьенду Эррера в Ордене Калатравы. Новый испанский король Филипп III назначил его государственным советником, на что хронист Пруденсио де Сандовал комментирует, что «с большим опытом, ясной изобретательностью и христианской грудью, и мужеством, которого требует его щедрая кровь, он выполняет свою работу с большим удовлетворением и одобрением». из всех". Он умер в Мадриде 5 июня 1600 года.

## Брак и потомство
Он женился 10 августа 1552 года (или в 1554 году, согласно другим источникам) на Марии Хирон, дочери Хуана Тельеса Хирона, 4-го графа Уренья, и его жены Марии де ла Куэва-и-Толедо, главной горничной королевы. На самом деле брачные соглашения были подписаны уже 26 августа 1549 года, но они ждали, пока Марии исполнится четырнадцать, чтобы связь вступила в силу. У супругов было пятеро детей:
- Луиза Манрике де Лара и Хирон (1558—1627), 5-я герцогиня де Нахера, 7-я графиня де Тревиньо, 8-я графиня де Валенсия-де-Дон-Хуан (с 1600), преемница отца
- Манрике де Лара, 7-й граф Валенсия-де-Дон-Хуан и вице-король Каталонии, умер бесплодным.
- Хуан Манрике де Лара, 6-й граф Тревиньо, женившийся на Марии де Киньонес, дочери графов Луны
- Родриго, умерший молодым.
- Педро, умершего молодым.